# Diócesis de Mati
La diócesis de Mati (en latín: Dioecesis Matiensis, en inglés: Roman Catholic Diocese of Mati y en cebuano: Diyosesis sa Mati) es una circunscripción eclesiástica de la Iglesia católica en Filipinas. Se trata de una diócesis latina, sufragánea de la arquidiócesis de Dávao. Desde el 10 de febrero de 2018 su obispo es Abel Cahiles Apigo.

## Territorio y organización
La diócesis tiene 5164 km² y extiende su jurisdicción sobre los fieles católicos de rito latino residentes en la provincia de Dávao Oriental en la región de Dávao en la isla de Mindanao.
La sede de la diócesis se encuentra en la ciudad de Mati, en donde se halla la Catedral de San Nicolás de Tolentino.
En 2019 en la diócesis existían 19 parroquias.

## Historia
La diócesis fue erigida el 16 de febrero de 1984 con la bula Episcopus Tagamnus del papa Juan Pablo II, obteniendo el territorio de la diócesis de Tágum.

## Estadísticas
Según el Anuario Pontificio 2020 la diócesis tenía a fines de 2019 un total de 558 360 fieles bautizados.
| Año                                                                             | Población            | Población | Población      | Sacerdotes | Sacerdotes    | Sacerdotes    | Bautizados por sacerdote | Diáconos permanentes | Religiosos | Religiosos | Parroquias |
| Año                                                                             | Bautizados católicos | Total     | % de católicos | Total      | Clero secular | Clero regular | Bautizados por sacerdote | Diáconos permanentes | Varones    | Mujeres    | Parroquias |
| ------------------------------------------------------------------------------- | -------------------- | --------- | -------------- | ---------- | ------------- | ------------- | ------------------------ | -------------------- | ---------- | ---------- | ---------- |
| 1990                                                                            | 353 916              | 442 395   | 80.0           | 16         | 16            |               | 22 119                   |                      |            | 25         | 11         |
| 1999                                                                            | 394 161              | 445 861   | 88.4           | 32         | 26            | 6             | 12 317                   |                      | 7          | 30         | 16         |
| 2000                                                                            | 395 161              | 445 861   | 88.6           | 34         | 29            | 5             | 11 622                   |                      | 6          | 29         | 16         |
| 2001                                                                            | 395 161              | 445 871   | 88.6           | 33         | 33            |               | 11 974                   |                      | 1          | 38         | 16         |
| 2002                                                                            | 395 161              | 445 871   | 88.6           | 32         | 32            |               | 12 348                   |                      | 10         | 38         | 16         |
| 2003                                                                            | 395 355              | 465 123   | 85.0           | 34         | 28            | 6             | 11 628                   |                      | 7          | 58         | 17         |
| 2004                                                                            | 395 355              | 465 123   | 85.0           | 33         | 27            | 6             | 11 980                   |                      | 7          | 58         | 17         |
| 2013                                                                            | 504 000              | 595 000   | 84.7           | 46         | 36            | 10            | 10 956                   |                      | 20         | 54         | 19         |
| 2016                                                                            | 532 000              | 626 000   | 85.0           | 43         | 35            | 8             | 12 372                   |                      | 13         | 50         | 19         |
| 2019                                                                            | 558 360              | 657 000   | 85.0           | 50         | 38            | 12            | 11 167                   |                      | 24         | 51         | 19         |
| Fuente: Catholic-Hierarchy, que a su vez toma los datos del Anuario Pontificio. |                      |           |                |            |               |               |                          |                      |            |            |            |

## Episcopologio
- Patricio Hacbang Alo † (9 de noviembre de 1984-19 de octubre de 2014 renunció)
  - Sede vacante (2014-2018)
- Abel Cahiles Apigo, desde el 10 de febrero de 2018